# 勾玉
勾玉又稱曲玉，是中國、日本、朝鮮、琉球的一種首飾，呈月牙狀，形似標點符號的逗號。有首尾之分，首端寬而圓，有一鑽孔，可繫繩，尾端則尖而細。常見材質大多為翡翠、瑪瑙、水晶、滑石等。也有陶土製品。偶見有金屬製品但流傳至今的不多，金屬會鏽蝕是主因之一。
勾玉的形狀由來主要有二說：
1. 動物獠牙說
2. 胎兒形狀說

以目前的考古證據來看，勾玉在日本的起源最遲至少可追溯至繩文時代，而自其後的古墳時代開始已成為權勢的象徵之一。天皇三神器中的八阪瓊曲玉即為勾玉。在朝鮮半島，曲玉在一些新石器時代及青銅時代考古遺址皆有發現，常見於支石墓作為陪葬，曲玉在當時是權力和名望的象徵。當地最著名的曲玉是三國時代新羅國王的金王冠、耳環、項鏈、腰帶等鑲著的曲玉，新羅、百濟的君主都有以曲玉作為陪葬品。
由於朝鮮半島新石器時代及青銅時代與日本繩文時代的年代重疊，因此考古學界對勾玉的起源地存在爭議。

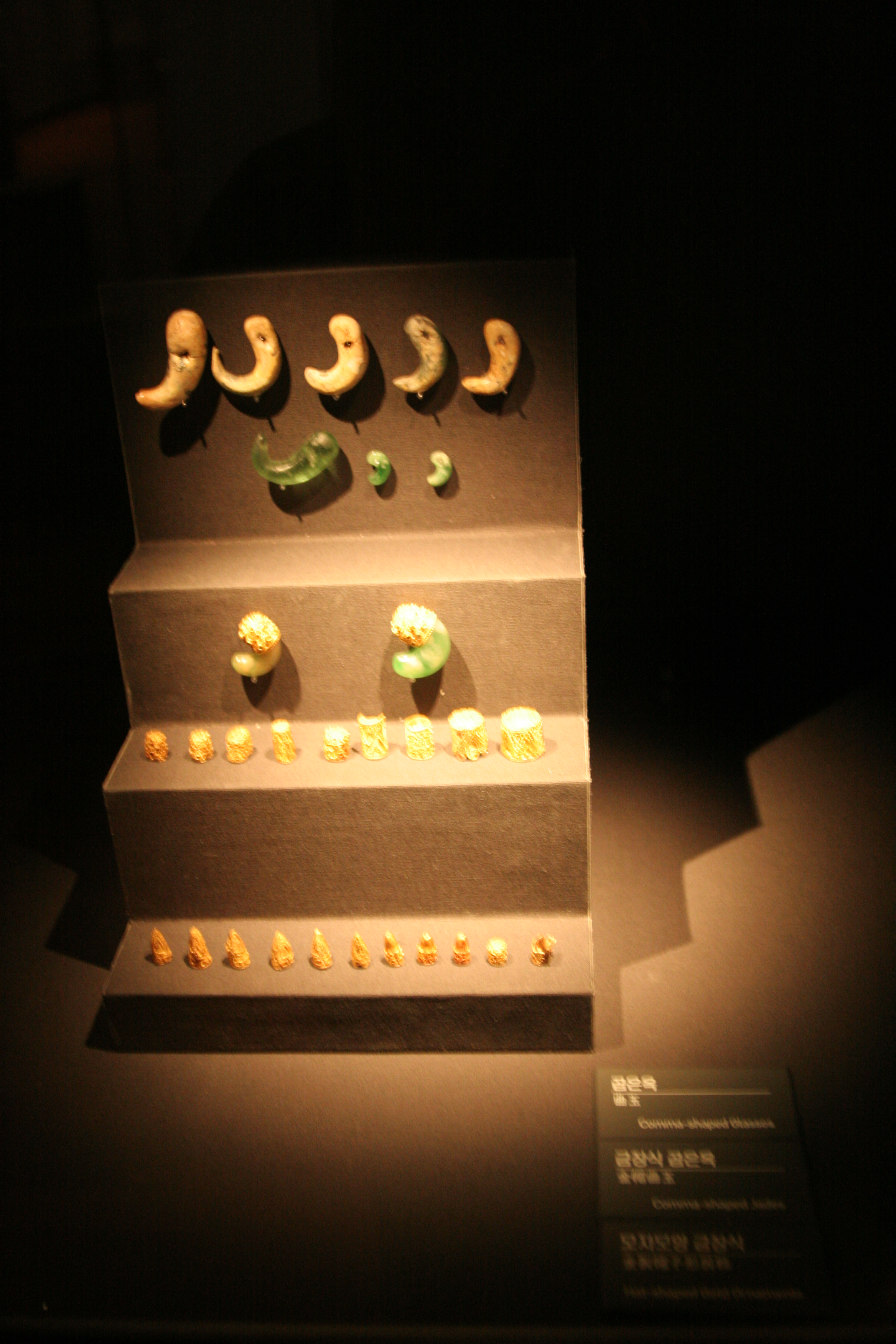
百濟武寧王陵的玻璃和玉石曲玉

在琉球，祝女也會佩戴勾玉。